# 2000 Meters to Andriivka
2000 Meters to Andriivka ist ein Dokumentarfilm von Mstyslaw Tschernow. Darin zeigt der ukrainische Fotograf, Kriegskorrespondent und Filmemacher, wie Soldaten der 3. ukrainischen Sturmbrigade 2023 bei ihrem Versuch, das strategisch wichtige Dorf Andrijiwka nach dem russischen Überfall auf die Ukraine zurückzuerobern, eine Strecke von 2000 Metern bewältigen müssen. 2000 Meters to Andriivka feierte Ende Januar 2025 Premiere beim Sundance Film Festival, wo Tschernow mit dem Directing Award ausgezeichnet wurde.

## Inhalt
Die Soldaten der 3. ukrainischen Sturmbrigade versuchen, das Dorf Andrijiwka zurückzuerobern, das auf einer wichtigen russischen Versorgungslinie liegt und als entscheidend für die Rückeroberung der Donezker Stadt Bachmut gilt, die zu Beginn des Krieges 2022 an die Russen gefallen war. Während ihres letzten Vormarsches im September 2023 werden sie über mehrere Wochen hinweg von Tschernow begleitet.
Bei ihrem Einsatz müssen die Soldaten der Eliteeinheit einen schmalen, 2000 Meter langen Waldabschnitt zwischen zwei Minenfeldern durchqueren, der vor dem Dorf liegt. Er bietet ihnen zwar Deckung, gibt aber auch den Russen die Möglichkeit, sich in ihren Schützengräben vor ihnen zu verschanzen. Das Durchkämmen des Waldes bedeutet einen Kampf um Zentimeter, in dem die Ukrainer kriechen müssen, um nicht vom Feind gesehen zu werden. Das Zurücklegen dieser 2000 Meter sollte Tage dauern.
Tschernow versah die mit den Soldaten geführten Gespräche mit seinem eigenen Voiceover, in dem er im Abstand von einigen Monaten von menschlichen Verlusten bei dem Einsatz erzählt. Der Regisseur nahm auch an der Beerdigung eines der Soldaten in dessen Heimatstadt teil, bei der die gesamte Gemeinde zusammenkam, um dem gefallenen Helden die letzte Ehre zu erweisen.

## Produktion
„Ich möchte, dass diese Zahlen – diese Opfer, die Kilometer, die Meilen, die nur Statistiken sind – eine Bedeutung bekommen. Und deshalb gibt es diesen Film.“

Regie führte der ukrainische Fotograf, Kriegskorrespondent und Filmemacher Mstyslaw Tschernow. Sein Dokumentarfilm 20 Tage in Mariupol wurde bei der Oscarverleihung 2024 als Bester Dokumentarfilm ausgezeichnet. Als Kriegskorrespondent der Associated Press war Tschernow an verschiedenen Kriegsschauplätzen weltweit unterwegs, bevor Russland sein Heimatland überfiel. 2000 Meters to Andriivka wurde größtenteils aus Body-Cam-Aufnahmen ukrainischer Soldaten im Kampf zusammengeschnitten. Für weitere Aufnahmen arbeitete Tschernow mit Alex Babenko zusammen, einem seiner Kollegen von Associated Press. Den Filmschnitt übernahm die US-Amerikanerin Michelle Mizner, mit der Tschernow bereits für 20 Tage in Mariupol zusammenarbeitete.
Die Weltpremiere des Films fand am 23. Januar 2025 beim Sundance Film Festival statt. Ende März 2025 wurde er bei CPH:DOX gezeigt. Im Juni 2025 wird er beim Sydney Film Festival vorgestellt. Im Juli 2025 sind Vorstellungen beim Internationalen Filmfestival Karlovy Vary geplant.

## Rezeption

### Kritiken
Von den bei Rotten Tomatoes aufgeführten Kritiken sind 95 Prozent positiv.
Christian Blauvelt schreibt in seiner Kritik für IndieWire, 2000 Meters to Andriivka sei ein Kriegsfilm, der einen mitreiße wie kein anderer und eine der eindringlichsten und erlebnisreichsten Darstellungen von Kriegshandlungen zeige, die je in einem Dokumentarfilm festgehalten wurden. Gleichzeitig sei er ein Antikriegsfilm, der die Sinnlosigkeit von Kriegshandlungen deutlich mache, wie die Zuschauer sie wahrscheinlich noch nie zuvor gesehen haben. Tschernow verstehe es außerordentlich gut, diese Nuance einzufangen, so Blauvelt. In den ruckelnden Aufnahmen sehe man, was die Soldaten sehen, und ähnlich wie bei dem ebenfalls größtenteils aus Ich-Perspektiven gedrehten Film Die Nickel Boys könne man sich so noch stärker mit der Person identifizieren, durch deren Augen man sieht. Durch die von der Body-Cam eingefangene Egoperspektive fühle sich 2000 Meters to Andriivka oft wie ein Ego-Shooter-Videospiel an. Der Film sei erschütternd und repetitiv bis zur Betäubung und zeige den Krieg alles andere als spannend, sondern in seiner Eintönigkeit lähmend.

### Auszeichnungen
CPH:DOX 2025

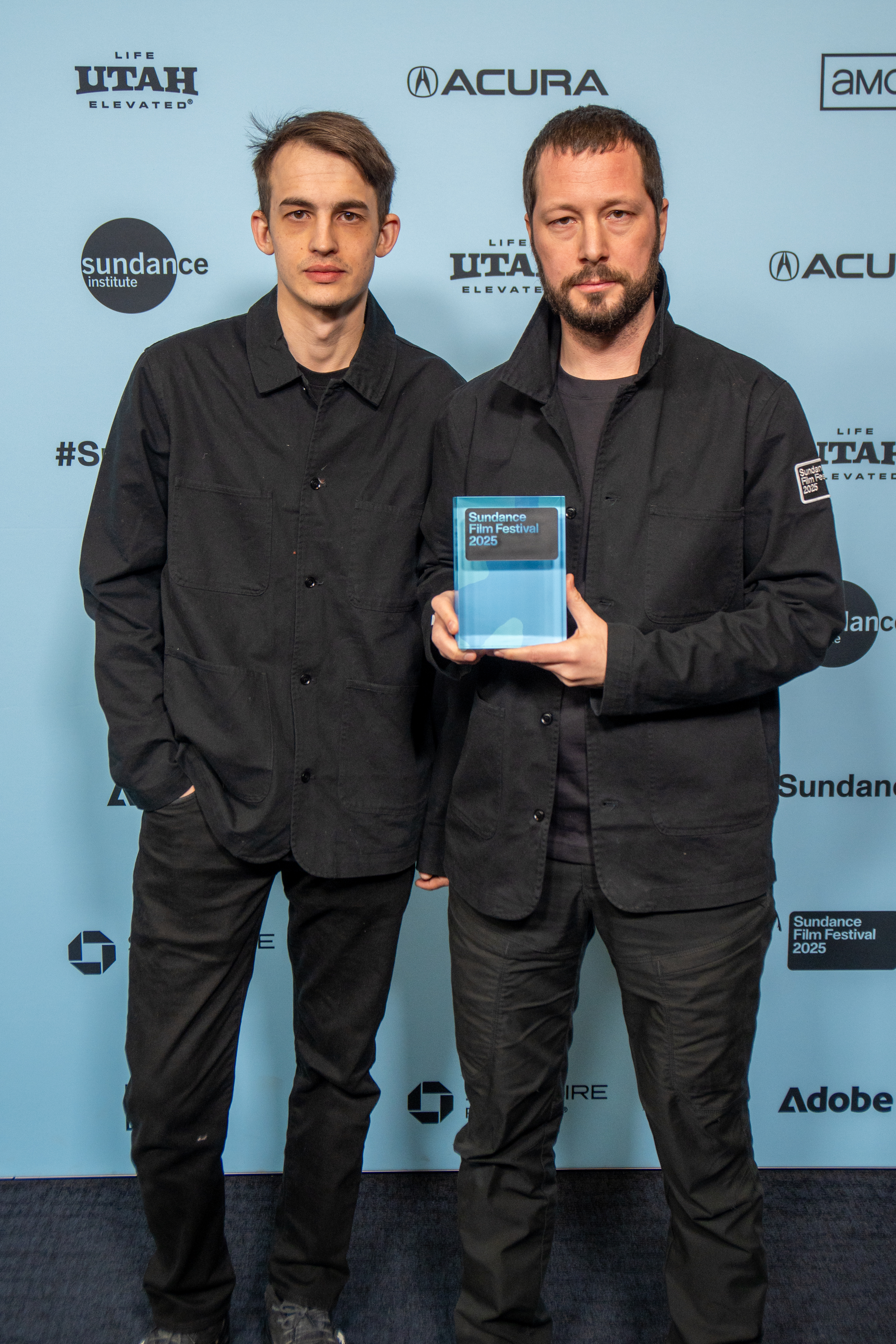
Alex Babenko und Mstyslaw Tschernow im Januar 2025 beim Sundance Film Festival

- Auszeichnung mit dem F:ACT Award (Mstyslaw Tschernow)
- Nominierung für den Human Rights Award (Mstyslaw Tschernow)[6]

Sundance Film Festival 2025
- Nominierung für den Grand Jury Prize – World Cinema: Documentary (Mstyslaw Tschernow)
- Auszeichnung mit dem Directing Award  – World Cinema: Documentary (Mstyslaw Tschernow)